# Kirundo (provincie)
Kirundo is een van de achttien provincies van Burundi en ligt in het uiterste noorden van dat land. De provincie is iets meer dan 1700 vierkante kilometer groot en naar schatting een half miljoen inwoners in 1999. De provinciale hoofdstad is Kirundo. Het Rwerumeer ligt in het noorden van de provincie.

## Grenzen
De provincie Kirundo grenst aan een buurland van Burundi:
- Twee provincies van Rwanda:
  - Est in het noorden.
  - Sud in het westen.

Andere grenzen heeft Kirundo met twee andere provincies:
- Muyinga in het oosten en het zuidoosten.
- Ngozi in het zuidwesten.

## Communes
De provincie bestaat uit zeven gemeenten:
- Bugabira
- Busoni
- Bwambarangwe
- Gitobe

- Kirundo
- Ntega
- Vumbi

Bubanza · Bujumbura Mairie · Bujumbura Rural · Bururi · Cankuzo · Cibitoke · Gitega · Karuzi · Kayanza · Kirundo · Makamba · Muramvya · Muyinga · Mwaro · Ngozi · Rumonge · Rutana · Ruyigi